# Surinaamse Moeslim Associatie
De Surinaamse Moeslim Associatie (SMA) is een islamitisch genootschap in Suriname. Het is een van de grote moslimorganisaties in Suriname.

## Geschiedenis
De organisatie werd in 1932 opgericht als de Hidayatul Islam en wijzigde in de jaren 1950 haar naam in Surinaamse Moeslim Associatie Ahle Sunnat Wal Jamaat-Hanafi (SMA). De naam Hidayatul Islam bestaat sinds 1984 opnieuw, met de oprichting van een ander Surinaams islamitisch genootschap aan de Menkelbergstraat.

## Geloofsrichting
De SMA, toen nog Hidayatul Islam geheten, werd in 1932 gevormd uit een aantal kleine Hindoestaanse organisaties. Drie jaar eerder was de Surinaamse Islamitische Vereniging (SIV) opgericht die zich steeds meer ontwikkelde naar een ahmadiyya-koers. Met de oprichting van Hidayatul Islam werd hiertegen stelling genomen en werd een orthodox-soennitische, op Pakistan georiënteerde richting ingeslagen. Inspirator van de splitsing was maulana Abdul Aleem Siddiqi uit Brits-Indië, de vader van maulana Ahmad Noorani Siddiqi, een islamitisch leider met internationaal aanzien.

## Structuur
Begin jaren 2010 had de organisatie 19 moskeeën en waren er rond de zeven duizend leden bij aangesloten, waarmee het de grootste moslimorganisatie van Suriname is. De hoofdmoskee staat aan de Kankantriestraat in Paramaribo. Verder zijn drie basisscholen, een school voor islamitisch onderwijs en een multifunctioneel centrum aan de SMA verbonden. Daarnaast is er een vrouwencomité met een eigen voorzitster dat vrouwenzaken organiseert, zoals lijkenwassing voor vrouwen, bijeenkomsten en andere activiteiten. Ondanks dat een van de twee maulana's in de jaren 2010 van Javaans origine (inmiddels overleden) is, is het aantal aangesloten Javanen beperkt en het overgrote deel van de leden van Hindoestaanse afkomst.